# ギャマレ

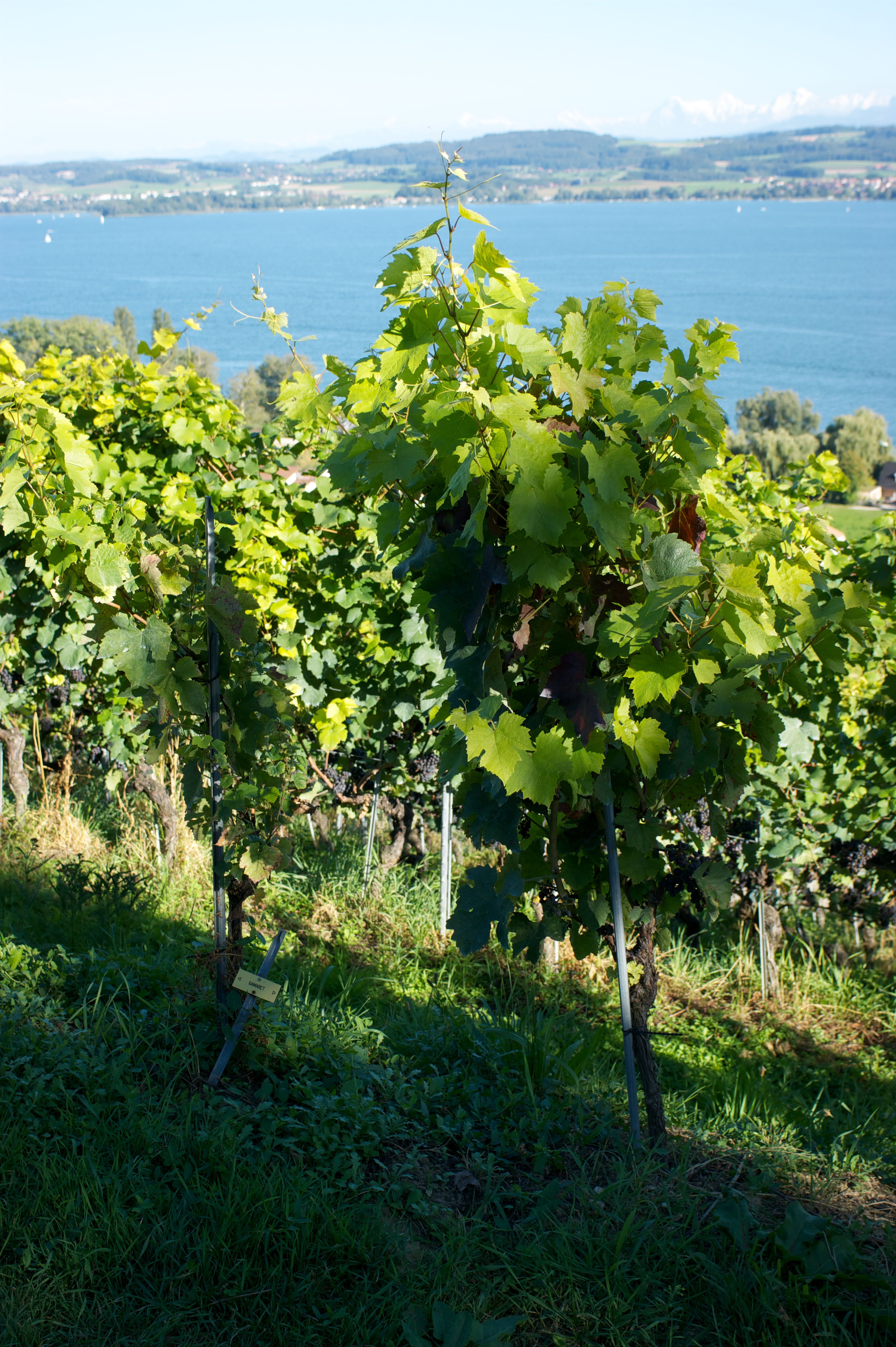
ギャマレ

ギャマレ（Gamaret）は赤ワイン用ブドウ品種。

## 特徴
1970年にスイス・ヴォー州のピュリー（Pully）にあるDomaine de Caudozで、アンドレ・ジャキネ（André Jaquinet）の手により、ガメ種とライヘンシュタイナー種の交配によって作り出された赤ワイン用の新しい品種である。ガメ種やスイス産のピノ・ノワール種のような特徴を持ちながら、灰色かび病に強いため、スイスで好んで栽培されている。
ギャマレ種からできる赤ワインはある程度の熟成に耐え、しばしばスパイシーでしっかりしたボディーのものとなる。ピノ・ノワール種やギャラノワール種とのブレンドにも良く使われる。